# Dysza de Lavala

Schemat dyszy de Lavala przedstawiający przybliżoną prędkość przepływu (v) wraz z wpływem na temperaturę (T) i ciśnienie (p)

Dysza de Lavala – kanał aerodynamiczny, dzięki któremu można uzyskać przepływ naddźwiękowy wykorzystywany w niektórych typach turbin parowych, w silnikach odrzutowych i rakietowych. Wynalazcą urządzenia jest Gustaf de Laval (1845–1913), szwedzki inżynier i przemysłowiec.

## Opis działania dyszy
Przekrój dyszy Lavala w początkowym odcinku ulega zwężeniu, następnie rozszerza się. W części zwężającej się następuje przyspieszenie gazu od prędkości początkowej do prędkości dźwięku. W końcowej części następuje dalsze przyspieszanie powyżej prędkości dźwięku, chociaż przyspieszenie stopniowo maleje. Na całej długości dyszy gaz rozpręża się i ma miejsce wzrost jego prędkości. Podczas pracy naddźwiękowej przekrój najwęższy jest przekrojem krytycznym, a parametry gazu w nim występujące – parametrami krytycznymi.

## Wyjaśnienie zasady działania
Prędkość przepływu gazu zależy od wielkości przekroju poprzecznego. Zależność ta zmienia swój kierunek, gdy prędkość gazu przekracza prędkość dźwięku w tym gazie. Wyraża to wzór wynikający z równania ciągłości
{\displaystyle {\frac {dv}{v}}=-{\frac {1}{1-M^{2}}}{\frac {dS}{S}},}
gdzie:
{\displaystyle {\frac {dv}{v}}} – względna zmiana prędkości gazu,
{\displaystyle {\frac {dS}{S}}} – względna zmiana pola przekroju poprzecznego dyszy,
{\displaystyle M={\frac {v}{v_{dz}}}} – liczba Macha.
Ze wzoru wynika, że gdy prędkość gazu jest mniejsza od prędkości dźwięku {\displaystyle (M<1),} wówczas zwężanie przekroju powoduje wzrost prędkości. Gdy prędkość przekroczy prędkość dźwięku {\displaystyle (M>1),} wyrażenie w mianowniku staje się ujemne i wzrost prędkości może być powodowany wzrostem pola przekroju poprzecznego dyszy. Widać więc, że jeśli gaz w części zbieżnej zostanie rozpędzony do prędkości dźwięku, co zależy od różnicy ciśnień między wlotem i wylotem dyszy, to w części rozbieżnej może rozpędzać się dalej.